# لجنة البقع البيولوجية
لجنة البقع البيولوجية هي منظمة توفر اختبارات وشهادات من طرف ثالث للأصباغ وعدد قليل من المركبات الأخرى التي تستخدم لتعزيز التباين في العينات التي تم فحصها في المختبرات البيولوجية والطبية.
لجنة البقع البيولوجية هي منظمة عمرها 95 عاما معروفة جيدا لآلاف العلماء،في جميع أنحاء العالم ولكن بشكل خاص في أمريكا الشمالية،الذين يشترون البقع المعتمدة من لجنة البقع البيولوجية لتلطيخ المستحضرات المجهرية ولصنع وسائط زراعة انتقائية للبكتيريا. يقدم المصنعون والبائعون الآخرون عينات من دفعاتهم من الأصباغ إلى مختبر لجنة البقع البيولوجية المستقل في روتشستر نيويورك. يشير ملصق شهادة لجنة البقع البيولوجية على زجاجة من الصبغة إلى أن المحتويات من دفعة اجتازت اختبارات النقاء الكيميائي والفعالية كصبغة بيولوجية. تم نشر هذه الاختبارات (بيني وآخرون 2002). يتم نشر التغييرات التي تطرأ على الاختبارات والإضافات إلى قائمة البقع المؤهلة للحصول على الشهادة من وقت لآخر في الكيمياء النسيجية والتكنولوجيا الحيوية ويتم تلخيصها على موقع الويب الخاص باللجنة.
لجنة البقع البيولوجية هي منظمة غير ربحية ، تأسست في ولاية نيويورك ، لغرض ضمان توفير بقع عالية الجودة (معظمها أصباغ) لاستخدامها في المختبرات البيولوجية والطبية. تعود أصولها إلى عام 1922 ، عندما استنفد بائعو البقع البيولوجية في الولايات المتحدة مخزونهم من أصباغ ما قبل الحرب المستوردة من ألمانيا. لم يتمكن مصنعو الأصباغ الأمريكيون من إنتاج منتجات يمكن الاعتماد عليها باستمرار في التقنيات الدقيقة النسيجية وعلم الجراثيم (كون 1980-1981; بيني 2000).
كان مختبر اختبار اللجنة في البداية في محطة التجارب الزراعية في جنيف ، نيويورك ، بإدارة هارولد جيه كون. منذ عام 1947 ، يقع المختبر في كلية الطب بجامعة روتشستر ، روتشستر ، نيويورك. حاليا 57 صبغة فردية وحوالي 5 مخاليط من الأصباغ المختلفة مؤهلة للاختبار والاعتماد من قبل لجنة البقع البيولوجية.يتم نشر جميع المقايسات والاختبارات الأخرى المستخدمة في مختبر اللجنة ، مما يجعل المعايير المطلوبة معروفة لكل من البائعين ومستخدمي البقع البيولوجية (بيني وآخرون 2002). يتضمن موقع اللجنة على شبكة الإنترنت تعليمات لتقديم عينات من البقع للاختبار وإصدار الشهادات.
منذ عام 1925 ، نشرت لجنة البقع البيولوجية مجلة علمية ، تسمى صبغة تكنولوجية حتى عام 1991 ، عندما تم تغيير الاسم إلى الكيمياء النسيجية والتكنولوجيا الحيوية.
البقع البيولوجية ، كتاب عن كيمياء واختبار وتطبيقات الأصباغ والملونات الأخرى في علم الأحياء والطب ، تم نشره من قبل لجنة البقع البيولوجية منذ عام 1925. كانت الطبعات السبع الأولى (1925-1961) من تأليف هارولد كون.الطبعتان الثامنة والتاسعة (1969 ، 1977) ، التي أعيدت تسميتها صبغة كون البيولوجية،كانت من قبل رالف دوغال ليلي،  الذي أضاف العديد من الأصباغ والكواشف الكروموجينية وقدم جداول بيانات شاملة لتصنيف الأصباغ وتسميتها وذوبانها. تحتوي الطبعة العاشرة والأحدث من الكتاب (التي حررها هوروبين وكيرنان 2002) على 28 فصلا من تأليف مؤلفين متعددين. 18 من قبل هوروبين وحده.
قامت لجنة البقع البيولوجية أيضا برعاية ثلاث طبعات من تاريخ الصبغ، في الأصل بواسطة كون ولاحقا بواسطة كلارك وكاستين.
التعليم حول البقع هو مهمة أخرى من لجنة البقع البيولوجية. يتم تمرير الأسئلة المرسلة عن طريق موقع لجنة البقع البيولوجية  إلى الخبراء المناسبين والإجابة عليها بشكل خاص عن طريق البريد الإلكتروني،عادة في غضون أيام قليلة. توفر هذه الخدمة المجانية معلومات سرية للمستخدمين والبائعين والمصنعين ، كما تبلغ لجنة البقع البيولوجية بالمشكلات الحالية.
في ديسمبر 2018 ، أضافت لجنة البقع البيولوجية إلى موقعها على الإنترنت مسردا عبر الإنترنت لمئات الكلمات والعبارات القصيرة المستخدمة في مجال التلوين البيولوجي. تمت مراجعة هذا وتوسيعه في عام 2021.
تعقد الاجتماعات السنوية للجنة البقع البيولوجية في عطلة نهاية الأسبوع الأولى أو الثانية في يونيو ، في المدن التي يمكن الوصول إليها بسهولة عن طريق الجو من المراكز الرئيسية في أمريكا الشمالية وأوروبا. وتشمل هذه الاجتماعات جلسات علمية مع عروض تقديمية من قبل متحدثين مدعوين في تخصصات مثل بيولوجيا السرطان وعلم الأعصاب وعلم الأمراض وعلوم النبات. هناك أيضا عروض غير رسمية وتبادل للمعلومات بين علماء الأحياء الأكاديميين وعلماء الطب وعلماء الأمراض وممثلي الشركات التي تصنع وتبيع البقع البيولوجية. تم تأجيل العروض التقديمية المدعوة المخطط لها للاجتماعات في عامي 2020 و2021 بسبب جائحة كورونا.